# Pirakia lanceolata
Pirakia lanceolata är en ringmaskart som beskrevs av Hartman och Fauchald 1971. Pirakia lanceolata ingår i släktet Pirakia och familjen Phyllodocidae. Inga underarter finns listade i Catalogue of Life.